# タチアナ・レベデワ
タチアナ・レベデワ（ロシア語: Татьяна Романовна Лебедева, 英語: Tatyana Romanovna Lebedeva, 1976年7月21日 - ）は、ロシアの陸上競技選手である。2004年アテネオリンピック女子走幅跳の金メダリストである。
速い助走ながらファウルが少なく、踏み切り板を正確に踏み切る技術を持ち合わせており、「踏み切りの魔術師」ともいわれる。

## 経歴

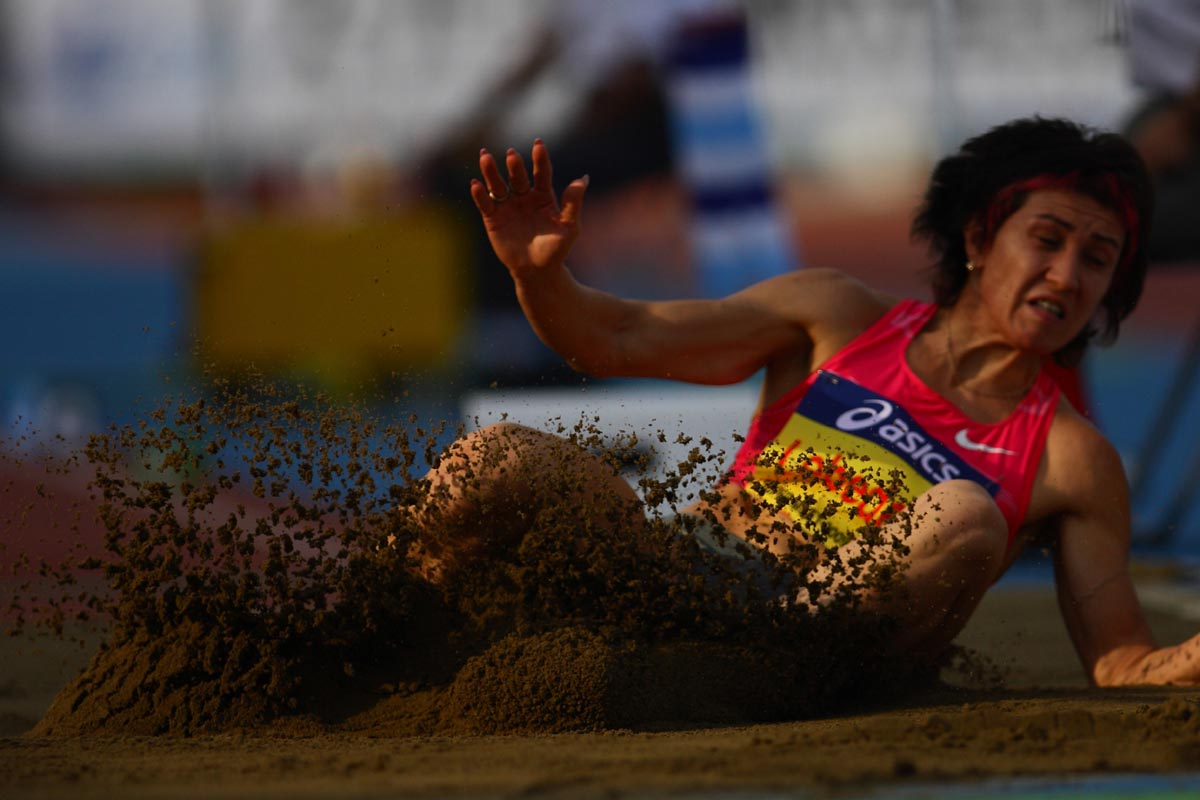
2009年スーパー陸上にて

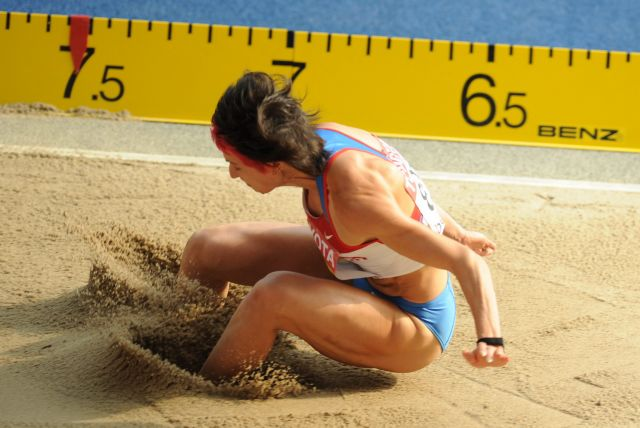
2009年世界陸上競技選手権にて

オリンピックでの金メダル獲得こそないものの、レベデワはむしろ三段跳の方を得意としている。こちらでは2000年、2004年、2008年のオリンピックで3大会続けてメダルを獲得している。
2001年、世界選手権の三段跳で優勝すると、翌年の出産を経て、2003年の世界選手権ではフランソワーズ・ムバンゴ（カメルーン）との一騎討ちを制して大会2連覇を達成した。
2004年からは走幅跳にも参加するようになった。同年の世界室内選手権では、いきなり走幅跳と三段跳で優勝した。これは、世界的な大会では、1904年セントルイスオリンピックにおいてマイヤー・プリンスタイン（アメリカ）が達成して以来、実に100年振りの快挙であった。
2005年の世界選手権では怪我のために決勝を棄権したが、IAAFゴールデンリーグでは出場選手唯一のジャックポットで100万ドルを獲得した。
2007年の世界選手権では、走幅跳で出場選手中ただ一人7mを越える跳躍で優勝。三段跳との2冠を目指したが、ヤルヘリス・サビヌ（キューバ）が15m28という世界歴代6位の記録をマークし、2冠を逃した。
2008年には、三段跳でオリンピック初制覇を目指したが、前回チャンピオンのフランソワーズ・ムバンゴが産休明けとは思えぬ跳躍をみせ、オリンピック新記録（15m39）で優勝。なお、2位のレベデワ自身も15m32という好記録であった。また、連覇を目指した走幅跳では1cm差で敗れ、こちらも銀メダルであった。ただし、この際の検体から筋肉増強の効果があるトゥリナボルが検出されたとして、2017年1月に北京での記録が取り消され、銀メダル2つは剥奪処分となっている。
三段跳では、15m以上の跳躍を2008年までの間に28回記録しており、女子選手史上最多である。

## 主な実績
| 年   | 大会                               | 場所                               | 種目   | 結果 | 記録  |
| ---- | ---------------------------------- | ---------------------------------- | ------ | ---- | ----- |
| 1994 | 世界ジュニア選手権                 | リスボン（ポルトガル）             | 三段跳 | 3位  | 13m62 |
| 1998 | IAAF陸上ワールドカップ             | ヨハネスブルグ（南アフリカ共和国） | 三段跳 | 2位  | 14m36 |
| 1999 | IAAFグランプリファイナル           | ミュンヘン（ドイツ）               | 三段跳 | 3位  | 14m66 |
| 2000 | ヨーロッパ室内選手権               | ヘント（ベルギー）                 | 三段跳 | 1位  | 14m68 |
| 2000 | オリンピック                       | シドニー（オーストラリア）         | 三段跳 | 2位  | 15m00 |
| 2001 | 世界室内選手権                     | リスボン（ポルトガル）             | 三段跳 | 2位  | 14m85 |
| 2001 | 世界選手権                         | エドモントン（カナダ）             | 三段跳 | 1位  | 15m25 |
| 2001 | ユニバーシアード                   | 北京（中国）                       | 三段跳 | 1位  | 14m81 |
| 2001 | IAAFグランプリファイナル           | メルボルン（オーストラリア）       | 三段跳 | 2位  | 14m61 |
| 2003 | 世界選手権                         | パリ（フランス）                   | 三段跳 | 1位  | 15m18 |
| 2003 | IAAFワールドアスレチックファイナル | モンテカルロ（モナコ）             | 三段跳 | 1位  | 15m13 |
| 2004 | 世界室内選手権                     | ブダペスト（ハンガリー）           | 三段跳 | 1位  | 15m36 |
| 2004 | 世界室内選手権                     | ブダペスト（ハンガリー）           | 走幅跳 | 1位  | 6m98  |
| 2004 | オリンピック                       | アテネ（ギリシャ）                 | 三段跳 | 3位  | 15m14 |
| 2004 | オリンピック                       | アテネ（ギリシャ）                 | 走幅跳 | 1位  | 7m07  |
| 2004 | IAAFワールドアスレチックファイナル | モンテカルロ（モナコ）             | 三段跳 | 2位  | 14m96 |
| 2004 | IAAFワールドアスレチックファイナル | モンテカルロ（モナコ）             | 走幅跳 | 2位  | 6m72  |
| 2005 | IAAFワールドアスレチックファイナル | モンテカルロ（モナコ）             | 三段跳 | 2位  | 14m86 |
| 2006 | 世界室内選手権                     | モスクワ（ロシア）                 | 三段跳 | 1位  | 14m95 |
| 2006 | ヨーロッパ選手権                   | イェーテボリ（スウェーデン）       | 三段跳 | 1位  | 15m15 |
| 2006 | IAAFワールドアスレチックファイナル | シュトゥットガルト（ドイツ）       | 三段跳 | 1位  | 14m82 |
| 2006 | IAAFワールドアスレチックファイナル | シュトゥットガルト（ドイツ）       | 走幅跳 | 1位  | 6m92  |
| 2006 | IAAF陸上ワールドカップ             | アテネ（ギリシャ）                 | 三段跳 | 1位  | 15m13 |
| 2007 | 世界選手権                         | 大阪（日本）                       | 三段跳 | 2位  | 15m07 |
| 2007 | 世界選手権                         | 大阪（日本）                       | 走幅跳 | 1位  | 7m03  |
| 2007 | IAAFワールドアスレチックファイナル | シュトゥットガルト（ドイツ）       | 三段跳 | 3位  | 14m72 |
| 2007 | IAAFワールドアスレチックファイナル | シュトゥットガルト（ドイツ）       | 走幅跳 | 1位  | 6m78  |
| 2008 | オリンピック                       | 北京（中国）                       | 三段跳 | 失格 | 15m32 |
| 2008 | オリンピック                       | 北京（中国）                       | 走幅跳 | 失格 | 7m03  |
| 2008 | IAAFワールドアスレチックファイナル | シュトゥットガルト（ドイツ）       | 三段跳 | 2位  | 14m63 |
| 2008 | IAAFワールドアスレチックファイナル | シュトゥットガルト（ドイツ）       | 走幅跳 | 3位  | 6m64  |
| 2009 | 世界選手権                         | ベルリン（ドイツ）                 | 走幅跳 | 2位  | 6m97  |
| 2009 | IAAFワールドアスレチックファイナル | テッサロニキ（ギリシャ）           | 走幅跳 | 3位  | 6m79  |
| 2009 | IAAFワールドアスレチックファイナル | テッサロニキ（ギリシャ）           | 三段跳 | 3位  | 14m48 |

## 自己ベスト
| 種目   | 記録  | 風速     | 場所                   | 日付          | 備考        |
| ------ | ----- | -------- | ---------------------- | ------------- | ----------- |
| 走幅跳 | 7m33  | +0.4 m/s | トゥーラ(イタリア)     | 2004年7月31日 | 世界歴代8位 |
| 三段跳 | 15m34 | -0.5 m/s | イラクリオン(ギリシャ) | 2004年7月4日  | 世界歴代3位 |
| 三段跳 | 15m36 | (室内)   | ブダペスト(ハンガリー) | 2004年3月6日  | 世界記録    |